# Трасмьера (комарка)

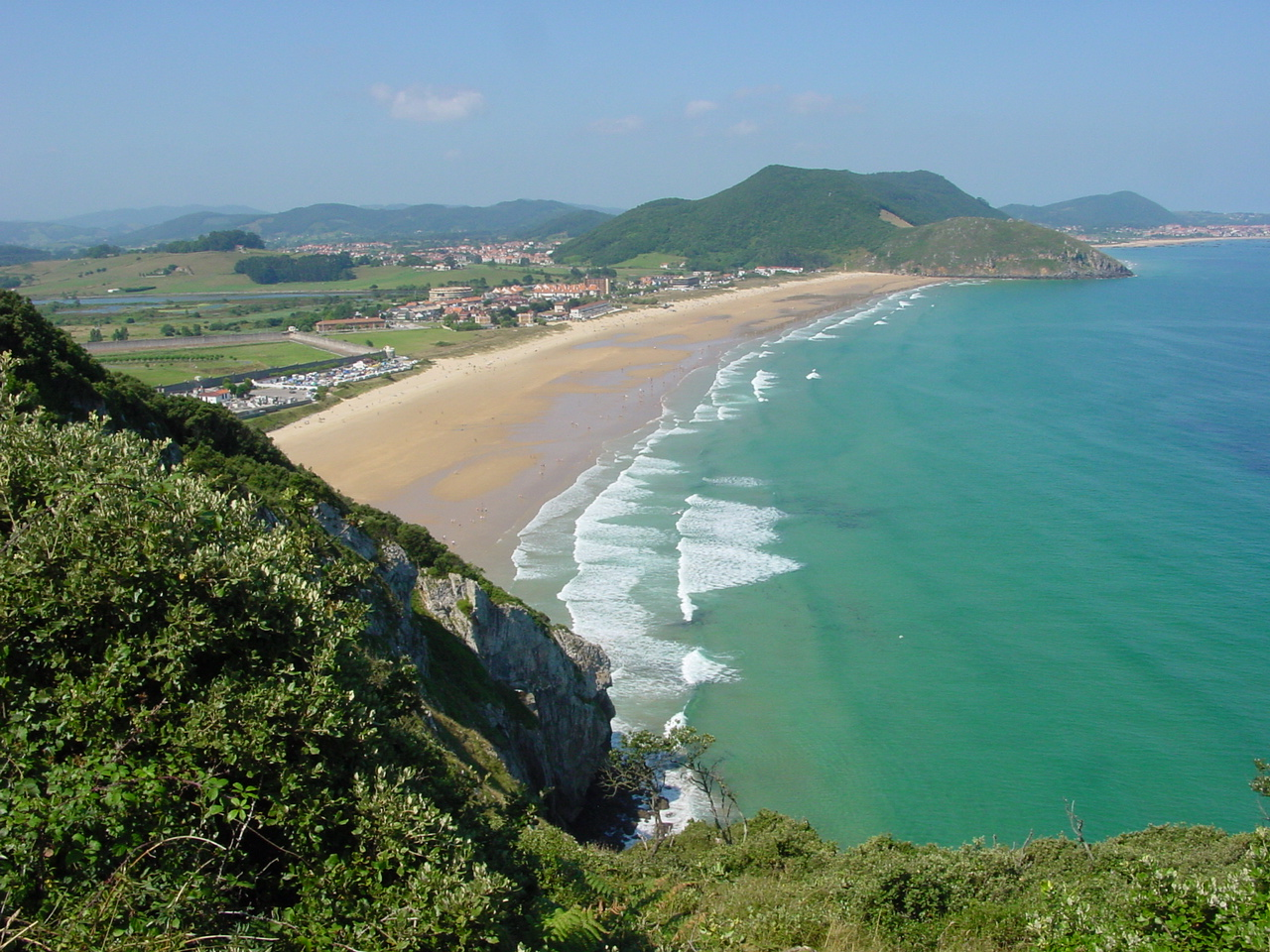

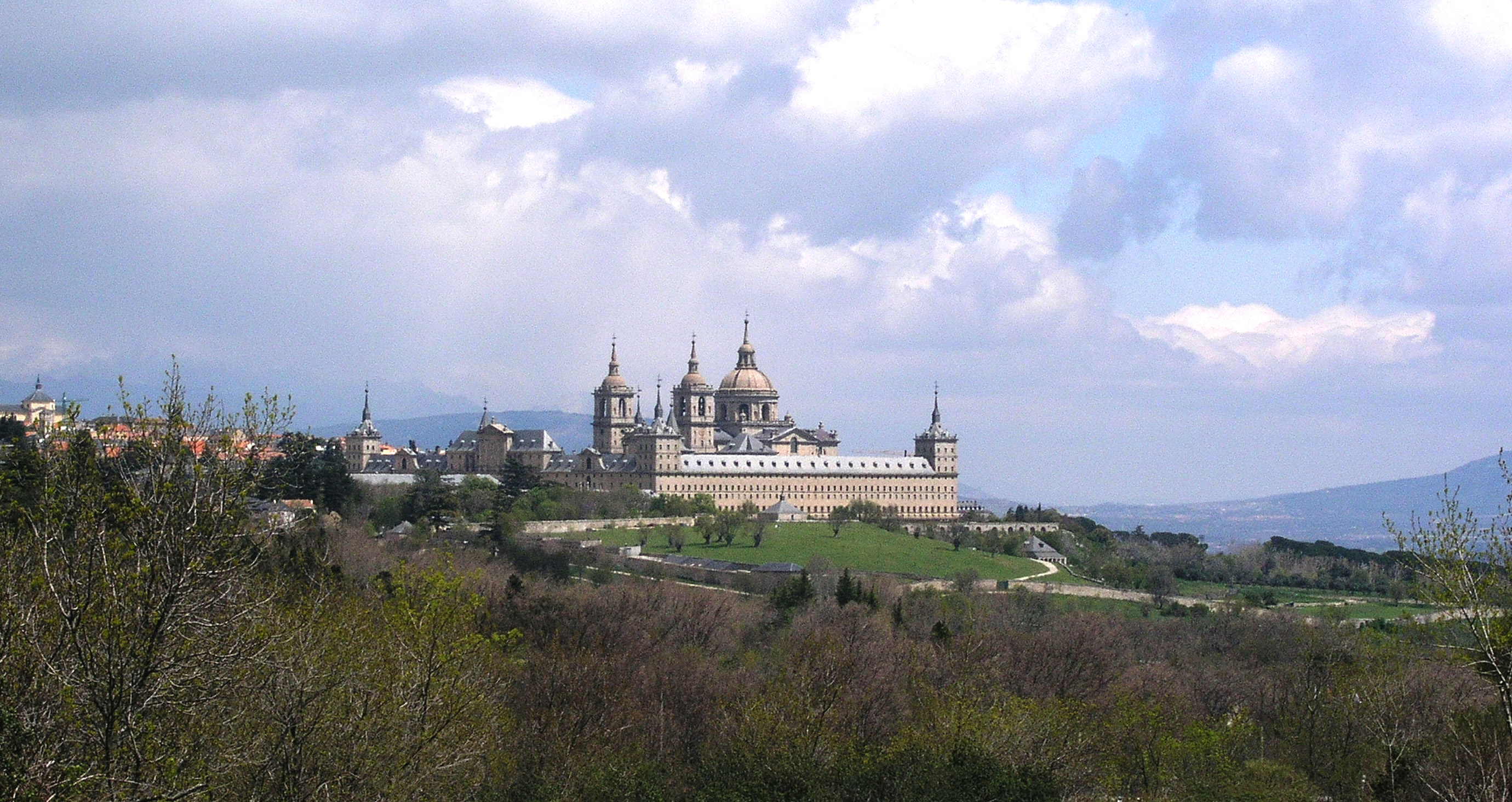

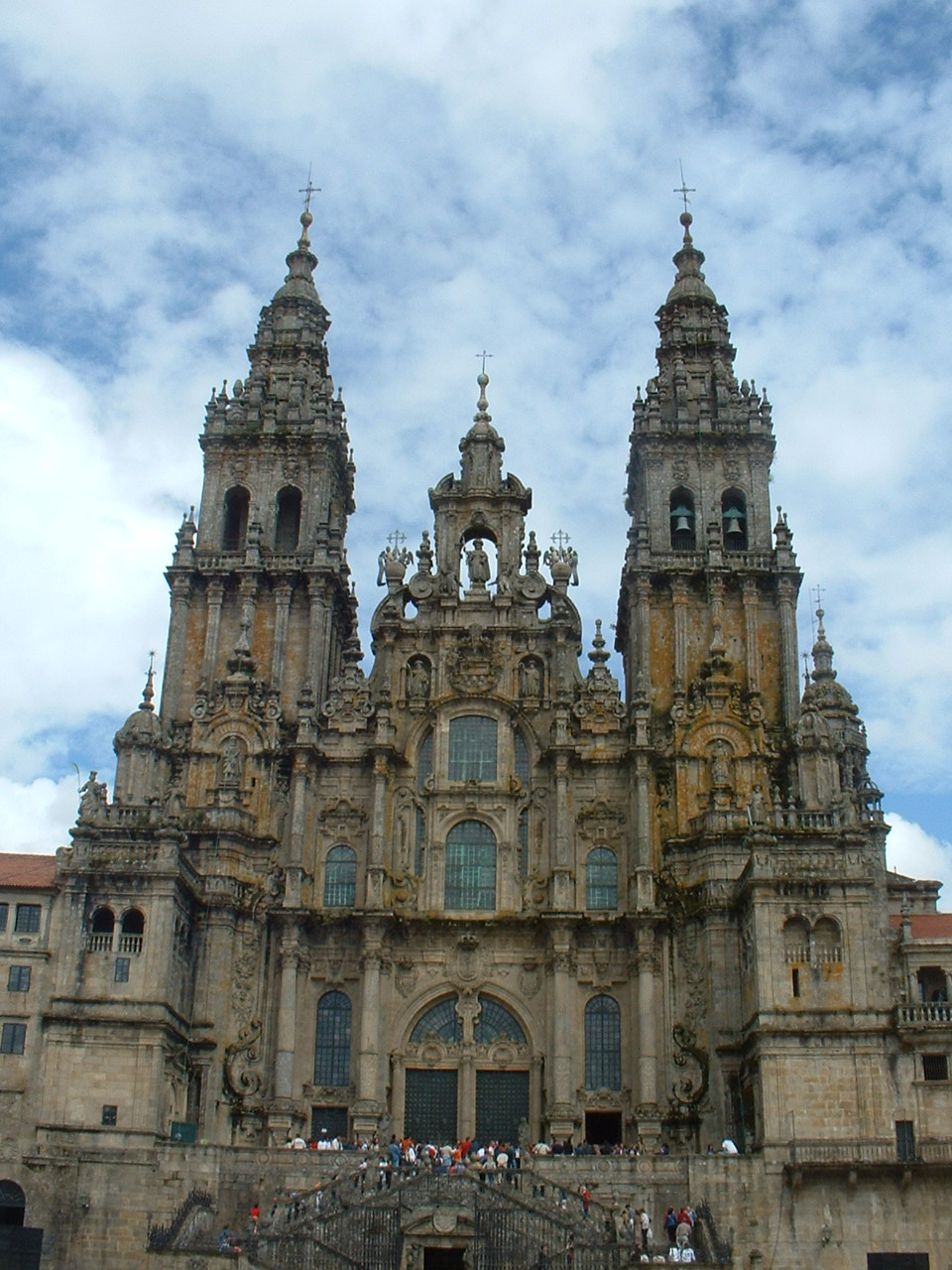

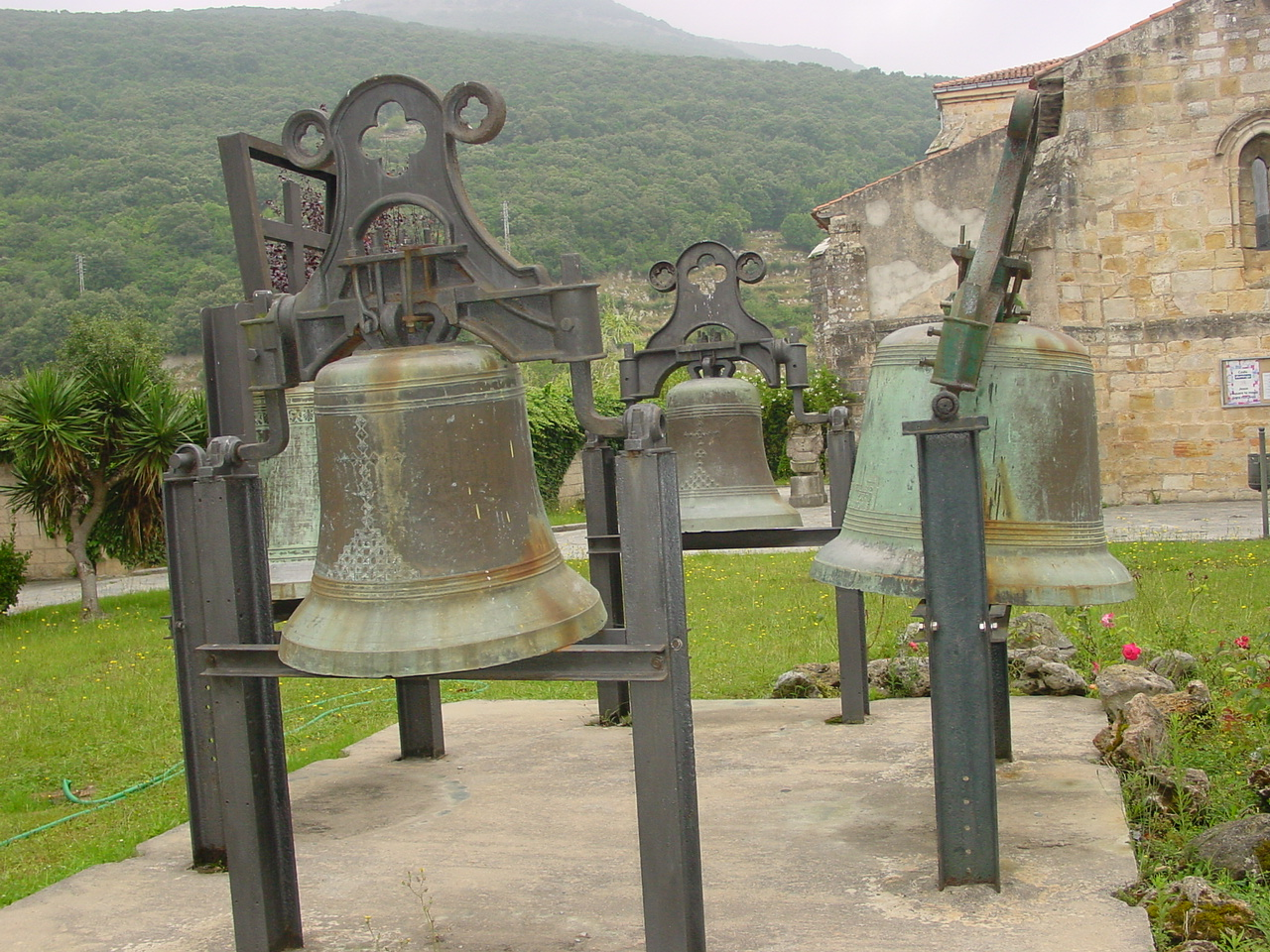

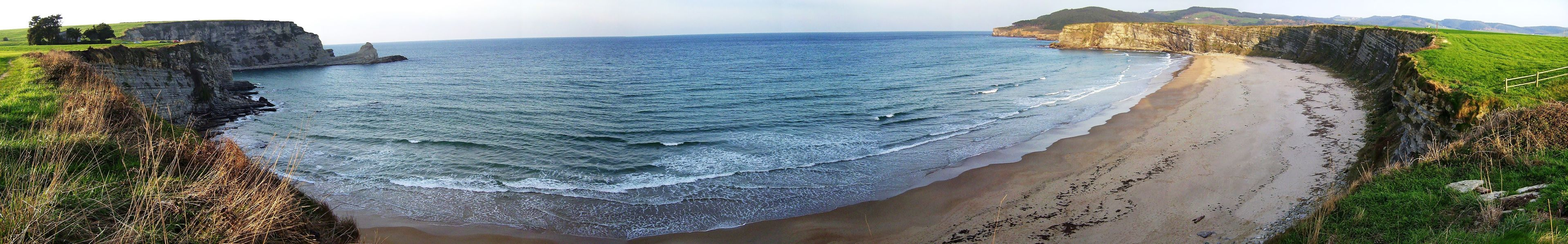

Трасмьера (исп. Comarca de Trasmiera)  — район (комарка) в Испании, входит в провинцию Кантабрия в составе автономного сообщества Кантабрия.

## Муниципалитеты
1. Аргоньос
2. Арнуэро
3. Барсена-де-Сисеро
4. Барейо
5. Энтрамбасагвас
6. Эскаланте
7. Асас-де-Сесто
8. Льерганес
9. Марина-де-Кудейо
10. Медио-Кудейо
11. Меруэло
12. Мьера
13. Ноха
14. Рибамонтан-аль-Мар
15. Рибамонтан-аль-Монте
16. Риотуэрто
17. Сантония
18. Солорсано
19. Вото (Кантабрия)